# Daniel Telis
Daniel Héctor Telis (Buenos Aires, Argentina, 6 de octubre de 1960 - ibídem, 1 de octubre de 2018) fue un guitarrista y compositor de rock argentino. Fusionó ese estilo con blues, jazz rock, heavy metal y flamenco en varias agrupaciones y demás proyectos solistas a lo largo de su carrera. 

## Trayectoria

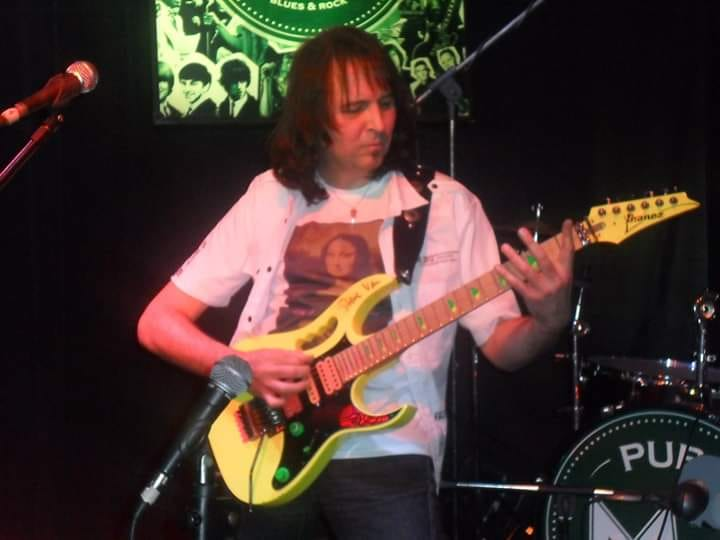
Daniel Telis en vivo, 2012.

Comenzó su carrera a los 23 años, en 1983, al ingresar como guitarrista en la banda El Reloj, una de las bandas pioneras del metal en Argentina. Luego integraría otros grupos de rock pesado como Kamikaze (junto con Martín Knye), Mordaz, Alianza y Tren Loco. También fue guitarrista principal en la banda Barilari de Adrián Barilari (de Rata Blanca).
En 1995 lanzó su carrera solista instrumental y editó su primer álbum, titulado "Daniel Telis". Lo siguieron "Daniel Telis Project" en 2001, con invitados como Adrián Barilari; "Angkor" en 2006, al que se sumaron Fernando Scarcella y Matías y Paula Telis, entre otros; y "The new sound" en 2009, donde participaron nuevamente sus hijos Paula y Matías y Hugo Bistolfi en los teclados, entre otros artistas y su última producción fue "Five" (2016).
Su banda Daniel Telis Project se completaba con Maxi Espada en bajo y Pablo Pato Canevari en Batería.
Dio exposiciones de guitarras en ediciones Ibanez Guitar Explosion. También consiguió ser patrocinador de Ibanez y Ernie Ball,  Morley, etc. entre otras conocidas marcas fue representante de Charvel guitars, hoy manejada por Fender Guitars U.S.A.. También representó marcas de industria nacional como  Correas Antitodo  y  SAUP!  que hacía sus púas personalizadas
En el año 2009, Telis fue diagnosticado con una mieloma múltiple, un tipo de cáncer que se da en la médula ósea, y en la que se sometió a un trasplante que lo tuvo en grave estado. Pudo volver a los escenarios, tras una larga recuperación, en el 2010. Sin embargo, el cáncer apareció nuevamente y el músico falleció el 1 de octubre de 2018, a cinco días de cumplir 58 años.

## Discografía

### Solista
- 1995:  Daniel Telis
- 2001:  Daniel Telis Proyect
- 2006:  Angkor
- 2009:  The new sound
- 2015:  Santa Maria Live - audio en vivo de su DVD homónimo
- 2016:  Five

### Colaboraciones
- 1986:  Libertad Condicional - Mordaz
- 1989:  Victima del Rock - Kamikaze
- 1991:  Kamikaze 3 - Kamikaze
- 1994:  Sueños del Mundo- Alianza
- 2003:  Barilari (álbum) - Barilari
- 2004:  Irán, Irak y los diablos - Ricardo Daniel Pegnotti
- 2007:  Canciones doradas - Barilari
- 2012:  Desde la torre - Patricia Sosa
- 2014.  CADENAS - KZ4 - [con miembros de Kamikaze ]